# Inga allenii
Inga allenii är en ärtväxtart som beskrevs av Leon. Inga allenii ingår i släktet Inga och familjen ärtväxter. IUCN kategoriserar arten globalt som sårbar. Inga underarter finns listade i Catalogue of Life.